# Fabulópolis
Fabulópolis (título original en inglés: Fluffy Gardens) es una serie animada irlandesa producida por Monster Animation, Mike Young Productions y BBC Television alojado por BBC de 10 de febrero de 2007 a 24 de abril de 2010, la serie tiene una duración de 7 minutos por episodio y consiste en las aventuras de un personaje diferente, además posee un narrador omnisciente que relata los hechos en dicho dibujo animado y es quien interpreta todas las voces de la serie. El narrador es Michael Maloney.
Fue emitida en Latinoamérica por Discovery Kids que salió del aire en el 2007, actualmente se emite en canales como Cartoonito en Reino Unido y en la Radio Telefís Éireann en Irlanda.

## Personajes
- Binny, el cachorro: Un cachorro de color marrón que ayuda a sus amigos cuando necesitan ayuda. Vive en la casa llamada Villa Meneo junto a la Pequeña Cosa Verde.
- La pequeña cosa verde: Una pequeña y tierna cosa de color verde con unos grandes ojos (podría ser un extraterrestre o un monstruo) y sólo se comunica a través de chillidos. Vecino de Binny el cachorro.
- Jorge, el perro amarillo gruñón: Un perro de color amarillo que tiene la costumbre de molestarse mucho fácilmente o de quejarse de las cosas a su alrededor ya que las detesta.
- Pancho, el panda: Un oso panda que le gusta coleccionar flores y plantarlas en su jardín, aunque es un sobre-protector con ellas. Vive en una casa llamada Calle Bambú.
- Patty, la tigresa: Una tigre que ruge muy fuerte cuando está feliz sin dejar dormir a los demás.
- Estrella, la anémona: Una anémona que es cariñosa con su hermana.
- Kat y Lilly, las gatas: Hermanas gemelas que les gusta hacer bromas pesadas a la gente. Viven en una casa llamada Avenida Dueto.
- Paolo, el gato: Un gato estudioso que le da timidez mostrar sus cualidades superdotadas a la gente. Vive en una casa llamada Pescado Maloliente No.6.
- María, la pony: Un caballo alérgico a las flores y que tiene miedo a lastimarse, por lo que es cuidadosa.
- Max, la cebra: Primo lejano de María. Una cebra que le encantan las aventuras y no se quiere aventurar lenta o cuidadosamente.
- Mindy, la flamenco: Una flamenca muy linda que siempre le agradan sus nuevos zapatos amarillos e incluso su amiga, Polly la pelícano. Molesta a Tolomeo el sapo.
- Rex, el cerdo: Un cerdo que le gusta mucho cocinar, pero a veces es comelón.
- Señorita Cordelia, la oveja: Una oveja que tiene lana para protegerse del frío, tiene un suéter rojo que su tía Corina le regala por mensaje y se lo dio a su amiga Filomena la vaca. Vive en una casa llamada Bahía Calurosa.
- Polly, la pelícano: Una pelícano experta en jugar a las escondidas con varios amigos y guarda comida con su pico para comerla después.
- Trompy el elefante: Su nombre se llama así pues hace ruido de trompeta. Un elefante que hace ejercicios todo el tiempo y es de color blanco.
- Lola, la mosquito: Una mosquita grande y rosada que hace desorden en su casa, camina al revés y ella es muy extraña pues hace las cosas al revés; cuando saluda dice Adiós y Hola cuando se despide. Vive en una casa llamada Maceta Dulce.
- Tolomeo, el sapo: Un sapo muy feo que no le gusta que se le acerquen, incluso cuando lo miran al nadar, desea ser lindo.
- Filomena, la vaca: Una vaca que siempre sueña ir a la Luna.
- Floela, la Murciélago de Fruta: Una murciélago que duerme de cabeza en las mañanas y despierta en la noche. Ella disfruta de la música y no podía ver bien, pero ya tiene anteojos.
- Cupy, la coneja rosada: Es la conejo más rosada ya que ningún conejo lo es, es diferente y no come verduras, pero come helado de frambuesa y siempre pregunta a alguien pues no para de hacer preguntas, pero a veces está hiriendo los sentimientos de las personas.
- Lenny el pulpo: Un pulpo perezoso que vive en una casa y no en el mar. Nunca hace sus tareas como limpiar su casa o bañarse, duerme hasta tarde y su reloj despertador lo molesta.
- José, el ornitorrinco: Un ornitorrinco que vive en un barco en el mar. Siempre es muy olvidadizo pero trata de recordar.
- Pedro, el oso: Un oso muy grande que habla muy lento. Cuando lo ven, les daría miedo (¿verdad?). Vive en una casa llamada Villa Sueño.
- Kiki, el gallo: Un gallo que siempre se despierta temprano por las mañanas. Verán, a Kiki le da vergüenza hablar con los demás pues seguramente puede decir algo tonto. Vive en una casa llamada Calle Gallinero.
- Arnoldo, el tiburón martillo: Un tiburón con gran sentido del olfato, pero no sabe quién es cada animal de Fabulópolis.
- Sebastián, el canguro: Un canguro que no tiene marsupios, pues sólo las chicas canguro tienen. Él tiene una bolsa roja que dicen ser el objeto preciso. Vive en una casa llamada Villa Saltos.
- Chispas, la monita: Una mona que no para de hablar y además no deja hablar a los demás. Vive en una casa llamada Villa Liana.
- Camila, la cocodrilo: Una cocodrila que es muy torpe, se tropieza con las cosas y también con sus amigos. Es conocida por un sonido: ¡PLING! Vive en una casa llamada Villa Lámpara y quiere ser bailarina de ballet.
- Cornelio, el cangrejo: Un cangrejo muy granuja que le encanta pellizcar cosas y a los demás. Vive en una casa llamada Estación Crustáceo.
- Angélica la tapir: Una tapir que le encanta bailar y es excelente bailando.
- Tía Corina, la oveja: Tía de Cordelia la oveja. Cuando un día regaló un suéter rojo a su sobrina, no le gustó pues vive en el lugar más cálido de Fabulópolis.
- Monty, la cabra: Una cabra a quien le encanta pintar en un cuadro, pero desafortunadamente le cuesta tomar decisiones.
- Rolando, el mantis: Es un mantis que nadie lo entiende; su frase común es: No me entenderías lo que es ser un insecto y sólo quiere visitar a Lola la mosquito, pero se da cuenta de que no es lo que espera. Pero conoce a Pioli, la bebé pajarito, con quien entabla una muy buena amistad y lo entiende.
- Pesti, el zorrillo: Un zorrillo apestoso que le gusta crear cosas.
- Luna, la lechuza: Una lechuza que siempre tiene miedo a la oscuridad, además no duerme de día y despierta en la noche; hace lo contrario.
- Pity, la ardilla: Una ardilla que detesta las bellotas y piensa en un pastel riquísimo, pero no es bueno para las ardillas. Es mentirosa, no en vano.
- Pioli, la bebé pajarito: Un pajarito que vive en una casa pequeña y nadie lo puede ver.
- Olga, la hipopótamo: Una hipopótamo activa. Juega deportes y derrota a Trompy en el tenis. Ella adora los baños y sus dedos se arrugan.
- Mildred, la topo: Una topo entrometida que espía y vive en una casa llamada Villa Bajo Techo.
- Miguel, el ratón: Un ratón que todos odian pues le gusta de lixo.

### Historia
La historia trata sobre todos los personajes con cada narración de Michael Maloney. Si los quieres ver has clic aquí.
Puedes conocer a Gerard O' Rourke el productor de Fabulópolis.